# Northbrook (Illinois)
Northbrook è un comune degli Stati Uniti d'America, situato in Illinois, nella contea di Cook. Si tratta di un sobborgo a nord di Chicago.